# Rohita Imiya Mudiyanselage
Rohita Pushpakumara Imiya Mudiyanselage (* 14. Januar 1982) ist ein ehemaliger sri-lankischer Sprinter, der sich auf den 400-Meter-Lauf spezialisiert hat.

## Sportliche Laufbahn
Erste internationale Erfahrungen sammelte Rohita Imiya Mudiyanselage im Jahr 2006, als er bei den Commonwealth Games in Melbourne mit der sri-lankischen 4-mal-400-Meter-Staffel in 3:06,42 min den sechsten Platz belegte. Anschließend gewann er bei den Spielen der Lusophonie in Macau in 47,61 s die Silbermedaille im 400-Meter-Lauf hinter dem Brasilianer Fernando de Almeida und auch mit der Staffel gewann er in 3:14,10 min Silber hinter Brasilien. Im Jahr darauf gewann er bei den Asienmeisterschaften in Amman in 3:07,29 min die Silbermedaille hinter dem Team aus Saudi-Arabien, wie auch bei den anschließenden Hallenasienspielen in Macau in 3:11,29 min. 2009 belegte er bei den Asienmeisterschaften in Guangzhou in 47,41 s den sechsten Platz über 400 Meter und erreichte mit der Staffel nach 3:07,99 min Rang fünf. 2010 wurde er bei den Südasienspielen in Dhaka in 47,84 s Vierter und gewann mit der Staffel in 3:08,94 min die Silbermedaille hinter Indien. Daraufhin nahm er erstmals an den Asienspielen in Guangzhou teil und klassierte sich dort in 3:07,97 min auf dem fünften Platz. Bei den Leichtathletik-Asienmeisterschaften 2011 in Kōbe belegte er mit der Staffel in 3:09,26 min den vierten Platz und verpasste anschließend bei den Militärweltspielen in Rio de Janeiro mit 3:12,99 min den Finaleinzug. 2015 belegte er bei den Asienmeisterschaften in Wuhan in 3:05,79 min noch einmal den fünften Platz mit der Staffel und beendete daraufhin seine sportliche Karriere im Alter von 33 Jahren.
2009 wurde Imiya Mudiyanselage sri-lankischer Meister im 400-Meter-Lauf.

## Persönliche Bestleistungen
- 200 Meter: 21,37 s, 9. November 2012 in Colombo
- 400 Meter: 46,76 s, 7. März 2008 in Kochi